# Donja Zdenčina
Donja Zdenčina je naseljeno mjesto u Republici Hrvatskoj u Zagrebačkoj županiji. 

## Zemljopis
Administrativno je u sastavu općine Klinča Sela. Naselje se proteže na površini od 29,49 km².
Nalazi se 16 km jugozapadno od Zagreba, između Okića i Kupe. Najbliže naseljeno mjesto Ornitološkom rezervatu Crnoj Mlaki od kojeg je udaljeno svega 5 km.

## Društvene djelatnosti
DVD Donja Zdenčina 
LU ZEC Kupinec-Zdenčina
Udruga šumoposjednika "Zdenčina"
Udruga za očuvanje prirode i kulturno-povijesne baštine ZDENČINA 1562
Nogometni klub "Zdenčina"

## Povijest
26. listopada 1562. Zdenčina se prvi put spominje u naselbenoj ispravi kojom hrvatski ban Petar II. Erdödy odobrava da se plemići Juraj, Petar, Nikola, i Juraj stariji Šimanović nasele u šumovitom mjestu Zdenčini, Erdődyjevu posjedu, gdje su bili močvarni hrastovi lugovi. Nakon toga, tu su se naselile i druge hrvatske plemićke obitelji iz Bihaća (Orlovići (Orlovčići) i dr.) koje su bile prisiljene otići zbog turskih osvajanja Gornjeg Pounja.
20. svibnja 1593., Hrustan beg s 3000 konjanika i 200 pješaka provalio je sve do Jastrebarskoga, popalivši na putu Zdenčinu i druga sela.
1863. do 1865.- izgradnjom željezničke pruge Zagreb – Karlovac sagrađena je i željeznička stanica Zdenčina koja je bila jedna od ukupno četiri stanice na toj dionici (uz Zagreb južni kolodvor, Jasku i Karlovac)
1931. - izgradnja pučke škole u Zdenčini
1961. - župa Sv. Marije pod Okićem je podijeljena i mještani Zdenčine, potpomognuti pojedincima iz okolnih sela koja pripadaju novoj župi, počinju izgradnju nove crkve

## Prirodne znamenitosti
Posebni ornitološki rezervat Jastrebarski lugovi obuhvaća šumski odjel 15. u gospodarskoj jedinici Jastrebarski lugovi, a nalazi se uz lijevu obalu rječice Okičnice u Zdenčini, u neposrednoj blizini Crne Mlake. Površina rezervata iznosi 61,18 ha.
To je mješovita nizinska sastojina hrasta lužnjaka, jasena, brijesta, klena, johe i dr.; hrast, jasen i brijest u prosjeku su starosti oko 140 god. Zbog depresije tog područja voda se dugo zadržava, pa je šumsko tlo močvarno. Proglašen je 1967. godine posebnim ornitološkim rezervatom kao obitavalište orla štekavca, rijetke i ugrožene grabljivice.

## Poznate osobe
Dražan Jerković, (Šibenik, 6. kolovoza 1936. - Zagreb, 9. prosinca 2008.) u Zdenčini je živio najbolji strijelac svjetskog nogometnog prvenstva 1962. godine u Čileu.
Richard G. „Dick“ Crum,(08.12.1928. – 12.12.2005.), bio je istaknuti međunarodni folklorni plesač i učitelj, boravio je 1954. godine u Zdenčini i notno zabilježio "Drmeš iz Zdenčine", ples koji se izvodi na smotrama folklora u SAD-u.
Petar II. Erdody,(1504. – 1567.), hrvatski ban od 1557. do 1567., stolovao na Okićgradu, 26. listopada 1562. darovao dio svog posjeda u Zdenčini za naseljavanje hrvatskih plemićkih obitelji iz Bihaća.

## Stanovništvo
Stanovništvo je u jednom dijelu domicilno (oko 400 stanovnika), dok je ostalo stanovništvo rezultat migracije u 20. stoljeću iz okolnih mjesta (Kupinec, Poljanica, Drežnik, Žumberak, Beter, Pavučnjak) u Zdenčinu, zbog povoljne prometne povezanosti sa Zagrebom. Zapaženo je veće doseljavanje stanovništva u Zdenčinu, naročito blizu željezničke postaje, a tek je manji broj iselio, uglavnom zbog ekonomskih razloga.
Specifični govor domicilnog stanovništva, kajkavska ikavica, zadržao se od daleke prošlosti, a pretpostavlja se da su ga donijeli Hrvati iz Bišća, baš kao i u Horvate te jugozapadni dio Zagreba (Horvati, Trešnjevka). U doba Zrinskih i Frankopana je slična kajkavska ikavica na prostoru od Istre do Međimurja bila službeni javni govor hrvatske plemićke elite, tj. nesuđeni prethodnik kasnijega književnog standarda.
Prema popisu stanovništva iz 2011. godine u Donjoj Zdenčini živi 1017 stanovnika i to u 288 kućanstva. Gustoća naseljenosti iznosi 34,49 st./km².
1849. godine u Zdenčini je živjelo 328 stanovnika u 22 obiteljske zajednice.
| broj stanovnika | 303   | 319   | 302   | 435   | 443   | 701   | 863   | 722   | 588   | 712   | 763   | 882   | 905   | 937   | 966   | 1009  | 934   |
|                 | 1857. | 1869. | 1880. | 1890. | 1900. | 1910. | 1921. | 1931. | 1948. | 1953. | 1961. | 1971. | 1981. | 1991. | 2001. | 2011. | 2021. |